# Nyckelharpa
A nyckelharpa (Svéd: [ˈnʏ̂kːɛlˌharːpa], „billentyűs hegedű” vagy tükörfordításban „kulcshárfa”) egy svéd billentyűs vonós hangszer. Legközelebbi rokonai a tekerőlant és a fidula.

## Története
Története egészen a középkorig vezethető vissza. Első lehetséges ábrázolása 1350 körüli, egy gotlandi templom kapujának domborművén látható. A 15. és a 16. században a hangszer Skandinávia-szerte elterjedt volt. Ezután hosszú „hallgatás” következett, majd a hangszer reneszánsza az 1960-as években indult meg August Bohlin hangszerkészítőnek és Eric Sahlström nyckelharpásnak köszönhetően.

## Változatok
- A fent említett változat neve: mora-harpa (svéd), esse-harpa (finn), nyckelharpa von vefsen (norvég).
- Létezik nyckelharpa együttrezgő húrral, ez az enkelharpa, silver- vagy kontrabasharpa.
- Van még kromatikus nyckelharpa, amin le lehet játszani az összes hangot az oktávon belül.

## További információk

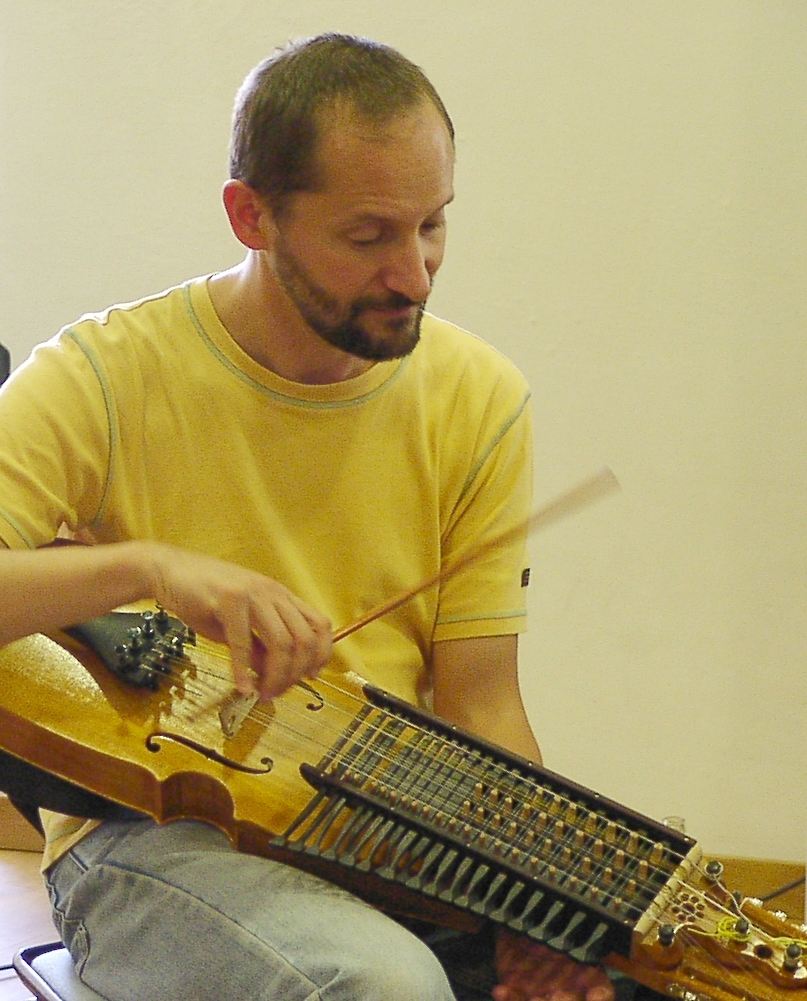
Marco Ambrosini nyckelharpával